# 塞尔吉奥·保利尼奥
塞尔吉奥·保利尼奥（葡萄牙語：Sérgio Paulinho，1980年3月26日—），葡萄牙男子自行车运动员。他曾代表葡萄牙参加2004年夏季奥林匹克运动会自行车比赛，获得男子公路赛银牌。